# Klubi Sportiv Bylis Ballsh
El KS Bylis Ballsh es un club de fútbol de Albania de la ciudad de Ballsh. Fue fundado en 1972 y juega en la Kategoria Superiore, la primera división de Albania.

## Historia
El club fue fundado en 1972 bajo el nombre de Ballshi i Ri. Participó por primera vez en la primera división de Albania en la temporada 1996–97. Disputó por primera vez en su historia en la ronda preliminar de la Copa de la UEFA 1999-00 ante el FK Inter Bratislava, con sendas derrotas.
También participó en la Copa Intertoto de la UEFA del año 2001 donde fue eliminado por el FC Universitatea Craiova de Rumania.
En la temporada 2002-2003, el equipo bajó a la Segunda División de Albania, la Kategoria e Parë. El conjunto de Ballsh ascendió para la temporada 2008-09; sin embargo, no les fue bien y volvieron a segunda división para la siguiente temporada. En la siguiente, que vendría a ser la temporada 2009-10, Bylis Balsh se proclamó campeón de la Kategoria e Parë logrando 69 puntos en 30 partidos disputados. En la temporada 2010-11, el equipo acabó en sexta posición con 43 puntos en 33 partidos.

## Palmarés
- Kategoria e Parë: 3

2014/15, 2018/19, 2021/22
- Kategoria e Parë Grupo B: 2

2014/15, 2018/19

## Participación en competiciones de la UEFA
| Temporada | Torneo             | Ronda          | Club                  | Casa | Visita |
| --------- | ------------------ | -------------- | --------------------- | ---- | ------ |
| 1999–00   | UEFA Cup           | Clasificatoria | FK Inter Bratislava   | 0–2  | 1–3    |
| 2001      | UEFA Intertoto Cup | 1              | Universitatea Craiova | 0–1  | 3–3    |

## Entrenadores
- Migjen Skënderi (1995-1998)
- Vangjel Capo (1998)
- Hysen Dedja (1999)
- Shpëtim Duro (1999-2000)
- Vasil Bici (2000)
- Vangjel Capo (2001)
- Petraq Bisha (2001)
- Ilir Gjyla (2002)
- Andrea Marko (21 de septiembre de 2002 - 7 de diciembre de 2002)
- Migjen Skënderi (2003)
- Kristaq Mile (2003-2004)
- Faruk Sejdini (Julio de 2007 – 15 de septiembre de 2008)
- Hysen Dedja (15 de septiembre de 2008 – 4 de mayo de 2009)
- Gerd Haxhiu (4 de mayo de 2009 - junio de 2009)
- Ilir Spahiu (Julio de 2009 - 13 de septiembre de 2010)
- Agim Metaj (2010)
- Nikola Ilievski (13 de septiembre de 2010 - 7 de marzo de 2011)
- Agim Canaj (7 de marzo de 2011 - junio de 2011)
- Naci Şensoy (Julio de 2011 - junio de 2012)
- Agim Canaj (Julio de 2012 - 20 de noviembre de 2012)
- Naci Şensoy (20 de noviembre de 2012 - junio de 2013)
- Ndubuisi Egbo (1 de agosto de 2013 – 30 de mayo de 2014)
- Roland Nenaj (1 de julio de 2014 - 31 de mayo de 2015)
- Agim Canaj (28 de julio de 2015 - 8 de octubre de 2015)
- Mauro De Vecchis (8 de octubre de 2015 - 23 de octubre de 2015)
- Marenglen Kule (23 de octubre de 2015 - 29 de enero de 2016)
- Adnan Zildžović (29 de enero de 2016 - julio de 2016)
- Julian Ahmataj (Septiembre de 2016 - octubre de 2016)
- Eqerem Memushi (14 de octubre de 2016 - 26 de enero de 2017)
- Artan Mërgjyshi (enero de 2017 - abril de 2017)
- Marcello Troisi (abril de 2017 – mayo de 2017)
- Bledar Devolli (5 de agosto de 2017 - 4 de octubre de 2017)
- Stavri Nica (Octubre de 2017 - noviembre de 2017)
- Marcello Troisi (enero de 2018 – Febrero de 2018)
- Veljko Dovedan (1 de julio de 2018 – 6 de julio de 2021)
- Jeton Beqiri (7 de julio de 2021 – agosto 2022 )
- Arjan Bellaj (16 de agosto de 2022 - 22 de enero de 2023)
- Naci Şensoy (23 de enero de 2023 - 5 de junio de 2023)
- Febrón Ziu (10 de julio de 2023 - 6 de agosto de 2023)
- Arjan Bellaj (7 de agosto de 2023 - 23 de mayo de 2024)